# Guus Vogels
Augustinus „Guus“ Wilhelmus Johannes Marines Vogels (* 26. März 1975 in Naaldwijk) ist ein ehemaliger niederländischer Hockeyspieler, der bei den Olympischen Spielen 1996 und 2000 die Goldmedaille sowie 2004 die Silbermedaille gewann. Bei Weltmeisterschaften gewann er 2002 und 2010 die Bronzemedaille, bei Europameisterschaften erhielt er 1999 und 2005 die Silbermedaille sowie 2007 die Goldmedaille.

## Sportliche Karriere
Der 1,81 m große Guus Vogels bestritt 264 Länderspiele für die niederländische Nationalmannschaft Der Torhüter debütierte 1996 in der Nationalmannschaft. Bis 2000 war der elf Jahre ältere Ronald Jansen Stammtorhüter der niederländischen Mannschaft. Bei den Olympischen Spielen 1996 stand Vogels in drei Vorrundenspielen im Tor und erhielt deshalb mit der siegreichen Mannschaft die Goldmedaille. 1998 nahm Vogels nicht an der Weltmeisterschaft in Utrecht teil, Ersatztorhüter hinter Jansen war Bart Looije. 1999 beim Gewinn der Bronzemedaille bei der Europameisterschaft in Paris war Vogels wieder dabei. 2000 verteidigten die Niederländer erfolgreich die olympische Goldmedaille, Vogels wirkte in einem Vorrundenspiel mit.
2002 bei der Weltmeisterschaft in Kuala Lumpur war Vogels Stammtorhüter mit Josef Kramer als Ersatzmann. Die Niederländer belegten in der Vorrunde den zweiten Platz hinter der deutschen Mannschaft. Nach einer 1:4-Halbfinalniederlage gegen die Australier gewannen die Niederländer das Spiel um die Bronzemedaille mit 2:1 gegen Südkorea. Im Jahr darauf belegten die Niederländer in der Vorrunde der Europameisterschaft in Barcelona den ersten Platz in ihrer Vorrundengruppe. Nach der 2:5-Niederlage im Halbfinale gegen die Spanier unterlagen sie im Spiel um Bronze mit 5:6 im Siebenmeterschießen gegen das englische Team. 2004 gewannen die Niederländer ihre Vorrundengruppe vor den Australiern, im direkten Duell siegten sie mit 2:1. Im Halbfinale bezwangen sie die Deutschen mit 3:2 und trafen im Finale wieder auf die Australier. Dort unterlagen die Niederländer mit 1:2 in der Verlängerung durch ein Golden Goal von Jamie Dwyer.
Bei der Europameisterschaft 2005 in Leipzig bezwangen die Niederländer in der Vorrunde die Spanier mit 2:1 und gewannen dadurch ihre Vorrundengruppe. Nach einem 5:1 im Halbfinale gegen Belgien verloren die Niederländer das Finale gegen Spanien mit 2:4. 2006 belegten die Niederländer den siebten Platz bei der Weltmeisterschaft in Mönchengladbach. Im Jahr darauf erreichten sie bei der Europameisterschaft in London das Halbfinale als Gruppenerste und bezwangen im Halbfinale die Belgier mit 7:2. Im Finale siegten sie mit 3:2 über die Spanier. 2008 bei den Olympischen Spielen in Peking belegten die Niederländer in der Vorrunde den ersten Platz vor den Australiern, das direkte Duell endete 2:2. Nachdem die Niederländer im Halbfinale gegen die Deutschen im Penaltyschießen verloren hatten, verloren sie im Spiel um die Bronzemedaille mit 2:6 gegen die Australier. Das letzte große Turnier von Guus Vogels war die Weltmeisterschaft 2010 in Neu-Delhi. Die Niederländer belegten in der Vorrunde den zweiten Platz hinter den Deutschen und unterlagen im Halbfinale den Australiern mit 1:2. Im Spiel um die Bronzemedaille besiegten die Niederländer das englische Team mit 4:3. Der Nachfolger von Guus Vogels als Stammtorhüter der niederländischen Nationalmannschaft war Jaap Stockmann.
Vogels begann seine Karriere beim HV Westland und wechselte dann zu HGC Wassenaar. 1996 war er mit Wassenaar niederländischer Meister.